# Ballerina (film, 1950)
Pour les articles homonymes, voir Ballerina.
Pour plus de détails, voir Fiche technique et Distribution.
Ballerina est un film français réalisé par Ludwig Berger, sorti en 1950.

## Synopsis
Devant famille et amis, la jeune ballerine Nicole fait ses débuts sur la scène du théâtre de sa petite ville française. Mais un homme dans la salle dérange le spectacle, et Nicole, troublée, danse mal. Le perturbateur est un jeune et séduisant malfaiteur, Loulou, que la police surveille. Après le spectacle, il vient offrir des fleurs à Nicole et lui donne un rendez-vous nocturne. Chez elle, la ballerine, en pensant à ce rendez-vous, s'endort et se met à rêver. Dans un premier rêve, elle connaît le succès à l'Opéra, mais Loulou la trahit, et elle est désespérée. Elle rêve ensuite qu'elle épouse un riche bijoutier qu'elle n'aime pas, prend Loulou pour amant et tout se termine mal. Dans un troisième rêve, elle épouse Loulou et connaît le bonheur. Elle se réveille pour courir à son rendez-vous, mais elle arrive pour voir Loulou arrêté par la police. Le soir suivant, au théâtre, lors de sa deuxième représentation, riche de ce qu'elle a vécu et rêvé la nuit précédente, elle est acclamée par le public.

## Fiche technique
- Titre français : Ballerina
- Réalisation : Ludwig Berger
- Scénario : Ludwig Berger
- Dialogues Jean Fayard
- Photographie : Robert Lefebvre
- Décors : Robert Gys
- Costumes : Marcel Escoffier
- Son : Joseph de Bretagne
- Chorégraphie : Yvonne Georgi
- Effets spéciaux : Nicolas Wilcke[1] et Robert Juillard
- Montage : Jacques Poitrenaud
- Musique : Mozart et Maurice Ravel, interprétés par l'Orchestre national de la Radiodiffusion française sous la direction de Roger Désormière
- Assistant réalisateur : Maurice Delbez
- Production : Simon Schiffrin
- Société de production : Memnon Films
- Pays d'origine :  France
- Format : Noir et blanc - 35 mm - 1,37:1
- Genre : comédie dramatique
- Durée : 75 minutes
- Date de sortie : 6 décembre 1950, Paris
- Tourné aux Studios de Boulogne

## Distribution
- Violette Verdy : Nicole
- Gabrielle Dorziat : la tante
- Henri Guisol : le bijoutier
- Philippe Nicaud : Loulou
- Nicholas Orloff[2] : Loulou, danseur
- Romney Brent : le directeur
- Jean Mercure : le maitre de ballet
- Micheline Boudet : Maria
- Margo Lion : l'épouse du directeur
- Pierre Sergeol : l'inspecteur
- Jacques-Henri Duval
- Marius David
- Charlotte Ecard
- José Davilla
- Denise Gence (non créditée)
- Maurice Gilmer[réf. nécessaire]